# Объекты всемирного наследия ЮНЕСКО в Катаре
В Катаре один объект всемирного наследия ЮНЕСКО. По состоянию на 2014 год, 1 объект на территории Катара находятся в числе кандидатов на включение в список всемирного наследия.

## Объекты всемирного наследия в Катаре
В таблице объекты расположены в порядке их добавления в список.
| # | Изображение | Название | Местоположение           | Время создания | Год внесения в список | №                                                        |
| - | ----------- | -------- | ------------------------ | -------------- | --------------------- | -------------------------------------------------------- |
| 1 |             | Зубарах  | Муниципалитет: Эш-Шамаль | XVIII          | 2013                  | № 1402 Архивная копия от 23 июня 2017 на Wayback Machine |

## Кандидаты в список
В таблице объекты расположены в порядке их добавления в предварительный список. В данном списке указаны объекты, предложенные правительством Катара в качестве кандидатов на занесение в список всемирного наследия.
| # | Изображение | Название  | Местоположение                   | Время создания   | Год внесения в список | №                                                        |
| - | ----------- | --------- | -------------------------------- | ---------------- | --------------------- | -------------------------------------------------------- |
| 1 |             | Эль-Удайд | Муниципалитет: Джариян-эль-Батна | природный объект | 2008                  | № 5317 Архивная копия от 2 марта 2020 на Wayback Machine |